# Congregación de Jesús
La Congregación de Jesús o Congregatio Jesu (C. J.) es una congregación femenina religiosa católica.
Hay dos ramas de la obra creada en el siglo XVII por Mary Ward: el Instituto de la Bienaventurada Virgen María (producto de la unión en 2003 entre una rama irlandesa y otra norteamericana, cuyas integrantes son llamadas religiosas de Loreto o madres irlandesas) y la Congregación de Jesús.
Sigue el patrón de la Compañía de Jesús.

## La congregación
Es una congregación femenina que se inspira en la espiritualidad ignaciana de "Buscar y hallar a Dios en todas las cosas". Desarrollan diferentes labores, particularmente la educativa con varios colegios regentados la congregación en todo el mundo, y tienen como finalidad, según ellas mismas indican "llevar la Buena Noticia del Reino".
Tienen como objetivo principal, según ellas mismas expresan,  el promover la dignidad y la libertad de las personas, particularmente de la infancia y las mujeres, buscando superar los sistemas y estructuras injustos. Mantienen un cuidado reverente por la tierra y toda la creación. 
Destacan los valores de la "libertad", la "justicia" y la "verdad" que definen de la siguiente manera:
- Libertad: liberación de condicionamientos, tanto exógenos como endógenos y la potenciación de las responsabilidad y el respeto a la libertad ajena rechazando todo lo que vaya en contra de restricción, manipulación y opresión de la libertad de las personas, grupos y pueblos.

- Justicia: como una relación de rectitud y armonía con uno mismo y los demás, así como con la "creación" y con Dios.

- Verdad: con el convencimiento de que "la verdad nos hará libres"  su conocimiento se concreta en una actitud de autenticidad y sinceridad responsable con Dios, el prójimo y uno mismo.

Tienen presencia en 24 países y regentan colegios, centros sociales, hogares de acogida de mujeres maltratadas y albergues benéficos.

## Historia

### Fundación
El 2 de mayo de 1609 Mary Ward, joven católica inglesa que estaba de novicia en un convento de monjas clarisas en la ciudad francesa de  Saint-Omer ante la quietud franciscana que procesaba la orden de las clarisas siente la convicción de realizar algo diferente. 
Después de un periodo de reflexión pasado en Inglaterra, donde la situación de los católicos era muy complicada debido a la persecución religiosa que sufrían por el enfrentamiento con la iglesia anglicana, donde efectúa trabajos de los llamados "ayudar a las almas" (cuidado de enfermos, asistencia a los sacerdotes, etc), compra una casa en el entonces Rue Grosse, actualmente Carnot, junto a otras monjas y comienza a educar a las niñas inglesas que les eran confiadas. En 1611 había 10 monjas en la casa.
La influencia que Mary Ward tenía de los Jesuitas hace que la comunidad se organice bajo los modos de vida de la Compañía de Jesús y rechazar la clausura. Este rechazo a la clausura, por entonces la regla de todas las comunidades religiosas católicas femeninas y su identificación con la Compañía de Jesús complican la aprobación de la Orden de Mary Ward por la jerarquía eclesiástica.  
Las primeras peticiones realizadas por Mary Ward al Papa Paulo V son rechazadas, después de varios aplazamientos, por este con indicación de que se adapten más exactamente al derecho de los religiosos, en referencia al abandono de la clausura.
La orden se extiende por Europa abriendo centros en  Lieja, Colonia y Tréveris. La presión para adoptar la clausura es tal que en la casa de Lieja se produce un movimiento para imponer esta que obliga a la intervención directa de la fundadora. 
En 1624 Mary Ward viaja a Roma para pedir audiencia al Papa Gregorio XV e intentar que se apruebe su orden. Aunque es bien recibida por la curia de la iglesia y General de los Jesuitas, la respuesta de la Santa Sede se hace esperar durante varios años en los que Mary Ward aprovecha para extender su orden por Italia abriendo centros en Roma, Nápoles (en 1623) y en Perugia (en 1624). Muere el Papa Gregorio XV en 1623 sin que diera una respuesta y Mary Ward se entrevista con el nuevo Papa  Urbano VIII en 1624 sin obtener una respuesta positiva, la propia fundadora describe el resultado como "poco consoladora para quien no tuviera su esperanza fundada totalmente en Dios".
Empiezan a denominar a las miembros de la orden como "Jesuitesas" identificándolas directamente con la Compañía de Jesús la cual mantenía enfrentamientos con otros grupos de interés de la Iglesia católica. Ese enfrentamiento también influyó en los recelos de la Curia Romana en aprobar el Instituto. Aun así la orden recibe ayudas y apoyos de diferentes personalidades como la Archiduquesa Isabel Clara Eugenia de Bruselas.

### Suspensión de la Orden
En 1625 el Papa ordena el cierre de las instalaciones del instituto en Italia. Esté hecho fue el resultado de la comisión de cuatro cardenales que trataron la petición de Mary Ward los cuales recalcaron que no era posible el crear una congregación femenina sin clausura. Cuando Mary Ward abandona Roma en 1626 lo hace con la convicción de que son círculos muy influyentes los que se oponen a su proyecto.
En Alemania encuentra el apoyo de Príncipe Elector Maximiliano I quien le ofrece abrir una escuela en la ciudad de Múnich en donde se funda el centro de Paradeiserhaus que a la postre sería la más importante para la comunidad. Se abren centros en Viena y Praga con el apoyo de la nobleza local. Aunque contaba con el apoyo importante del personalidades relevante como en Emperador y el Príncipe Elector Maximiliano I la fundadora de la orden, Mary Ward, es calificada por la Santa Sede como de persona "peligrosa". 
En julio de 1628 la Congregación de Propaganda bajo la presidencia del Papa Urbano VIII decreta la suspensión de todas las casas Instituto por el hecho de no aceptar la clausura. En junio de 1629 Mary Ward se entrevista con el Papa y piensa que el Papa es partidario de permitir su orden y se comunica por carta con la casa de Múnich. La carta es intervenida y sirve para mostrar a Mary Ward como sospechosa de rebelión, herejía y desobediencia. 
La acusación llega a la Congregación de Propaganda Fide y de allí a la Inquisición que dicta auto de prisión. El 7 de febrero de 1631 se encarcela a Mary Ward en el convento de las clarisas de Anger acusada de  herejía, de cisma y de rebelión. Pero los centros de la orden siguen en activo. El 14 de abril de 1630 puede volver a Alemania.
El 13 de enero de 1631 Urbano VIII dicta la bula de Pastoralis Romani Pontificis en la que suspende radicalmente el Instituto y lo hace con una rudeza relevante que se achaca a que sirviera de ejemplo para atajar a otras organizaciones similares, "Jesuitesas", que habían surgido en Bélgica y en la zona del Rin.
En octubre de 1631 Mary Ward emprende viaje a Roma donde tiene dificultades para llegar debido a la epidemia de peste que afectaba a los Estados Pontificios. Tras llegar a Roma es recibida por el Papa y los cardenales sin que se le realizara ningún proceso formal (al menos no hay constancia de ello). Según las biografías italianas e inglesas de Mary Ward el diálogo entre Mary y el Papa fue 

- Santo Padre, ni soy ni he sido una hereje.

- Lo creemos, lo creemos. Nos y todos los Cardenales estamos no sólo satisfechos, sino edificados por su obediencia. Sabemos que ha conducido piadosamente su Instituto hasta que dispusimos otra cosa; y entonces obedeció inmediatamente, lo que nos ha edificado.

El Santo Oficio declaró que Mary Ward estaba limpia de toda sospecha contra la fe y, durante su estancia en Roma, vivió con las compañeras de la congregación, aún en contra de la bula de supresión. Mientras Mary Ward estaba en Roma, Múnich se vio sitiada por las tropas suecas. Se temía que las monjas tuvieran que abandonar su casa de Paradeiserhaus y dirigirse al Tirol, pero la epidemia de peste asoló la ciudad y las monjas pudieron permanecer allí recibiendo la ayuda de Maximiliano I. Maximiliano permitió que la obra se mantuviera en sus dominios aprovechando que la bula no mencionaba la educación, tarea principal a la que las monjas se dedicaban.
El 30 de enero de 1645 muere en la ciudad de York, Yorkshire (Inglaterra) Mary Ward sin ver la orden de su fundación aprobada por la Santa Sede.

### La Orden después de la muerte de Mary Ward
La suspensión de la Orden se mantuvo por en el tiempo hasta el siglo XIX, aun así se mantuvo activo muy en precario a lo largo de los siglos  XVII y XVIII y extendiéndose por Europa y el mundo. 
En el siglo XXI a tener presencia en 21 países con diferentes centros y actividades destacando las formativas y las dirigidas a la mujer.
En 1650 un grupo de monjas inglesas fieles a mary Ward se establece en París, también sobrevivieron los grupos de Roma y, especialmente, el de Paradiserhaus de Múnich en donde se mantenía la actividad docente y religiosa. Estas comunidades carecían del respaldo de la jerarquía eclesiástica hasta que el 1680 los obispos de Augsburgo y de Freising toman bajo su protección a las casas de Augsburgo y Múnich respectivamente. Con informes de estos obispados y de la casa reinante se presenta a la Santa Sede una nueva solicitud de aprobación del Instituto en 1694 la cual es denegada con el argumento de 

Son las Jesuitesas suprimidas por Urbano VIII.

En el año 1703 se aprueban las 81 Reglas pero se niega la aprobación del Instituto de la Bienaventurada Virgen María. Durante los últimos años del siglo XVII se realizan diferentes fundaciones de casas y colegios en diversos lugares incluso en York, fundaciones que se realizarían también en 1701 (Mindelheim) y 1706 (Santo Pólten). En 1698 se nombra a la primera 
Superiora Suprema (nombre que se da hasta que fue reconocida como Superiora General por la Santa Sede). 
El Instituto pasa por varias denominaciones que no van cuajando, "Vírgenes Inglesas", "Damas Inglesas", todas ellas lejos de la deseada por la fundadora, "Compañía de Jesús". A mediados del siglo VXIII se le empieza a denominar "Instituto Santa María".
Las Superioras Supremas de la Orden mantenían su sede en el centro de Paradeiserhaus, en Múnich lo que en 1743 disgusta al obispo de Augsburgo, Joseph von Hessen-Darmstadt, quien no quería ver dos casas de su diócesis, Augsburgo y Mindelheim, bajo la jurisdicción de una Superiora residente fuera de su propia diócesis. Francisca Hauser fue nombrada Superiora mientras residía en la casa de Merano y al haber sido miembro de la casa de Augsburgo esta reclamo para sí la residencia de la Superiora, el conflicto se tubo que resolver por decisión papal.
El papa Benedicto XIV en la Constitución "Quamvis iusto" dictamina que era de la Superiora General de quien deben de depender las casas de las diferentes diócesis. También reconoce la Obra y nombra "Superiora General" a Francisca Hauser. Benedicto XIV da luz verde a la Obra de Mary Ward pero prohíbe que se reconozca a Mery Ward como su fundadora, artificio que utilizó para no contradecir la bula de supresión de Urbano VIII. Esto relegó al olvido por algún tiempo a Mary Ward dentro de su propia obra.
El Instituto se fue extendiendo durante ese tiempo llegando a Rumanía y a la India. En la segunda mitad del siglo XIX se produce un movimiento de curas católicos ingleses en torno a la figura de Mary Ward y su labor. Fruto de este esfuerzo, fue la reavilitación de la figura de Mary Ward y la aprobación integra y oficial de su obra por parte de la Santa Sede. En 1877 se reconoce el Instituto por parte de la Iglesia y el Papa Pío X rehabilita a Mary Ward íntegramente. Pero habría que esperar hasta 1978 para que el objetivo de Mary Ward fuera alcanzado, las Constituciones de San Ignacio solo serían conseguidas para el Instituto después del Concilio Vaticano II.